# Cattriona
Cattriona Biñé (Mérida, Yucatán; 28 de junio de 2001), conocida simplemente como Cattriona, es el nombre artístico de José Efrén Peraza Solís, artista drag mexicana conocida por ser la campeona de la sexta temporada de la competencia drag y show de telerrealidad La Más Draga, emitida en 2023.

## Carrera artística
Pertenece a una compañía de danza artística en Mérida, donde también imparte clases. Además, se desempeñó dentro de la actuación, sin embargo, decidió dedicarse al drag, "motivada por su novio" tal como ella misma ha asegurado.
En 2022, durante las actividades de la Marcha del Orgullo LGBTQ+ en Mérida, fue coronada como Reina de la Diversidad de aquel año. 

### Nombre y concepto drag
Su nombre drag "Cattriona Biñé" es un juego de palabras que hace referencia a la modelo filipino-australiana Catriona Gray, ganadora del certamen Miss Universo en 2018, al tiempo que juega con la palabra en inglés "cat" por su amor a los gatos. Finalmente, Biñé proviene de su madre drag Denisse Ferreira Biñé.
Su concepto drag está fuertemente relacionado con los gatos al punto de definirse como "gatita galáctica".

### Sexta temporada deLa Más Draga
Durante las audiciones a la sexta temporada de La Más Draga, transmitidas en un único capítulo el 14 de marzo de 2023, en las que participaron como juezas tres ganadoras anteriores Fifí Estah (quinta temporada), Aviesc Who? (tercera temporada) y Alexis 3XL (segunda temporada), Cattriona fue declarada como ganadora, entre veinticuatro participantes, por lo que se le otorgó el título de "La más audicionada" y con lo que obtuvo un pase directo al show de telerrealidad. De esta manera se convirtió en la primera participante confirmada para la temporada denominada como La Más Draga 6: El Sexto Sentido.
Tras los diez capítulos de la temporada, transmitidos semanalmente del 12 de septiembre al 14 de noviembre de 2023,Cattriona fue seleccionada como una de las cuatro finalistas al lado de Juana Guadalupe, de Jalisco; Electra Walpurgis, de Veracruz; y Aries, de Michoacán.
En la final, transmitida en vivo el 28 de noviembre de 2023 desde el Pepsi Center de la Ciudad de México, Cattriona realizó dos retos: el primero, una pasarela con la temática "Lo que más amo de México" en la que presentó un drag inspirado en motivos yucatecos y la cultura maya como Kukulkán y Chichen Itzá, mientras sostenía un peluche del personaje Cucho de Don Gato y su pandilla; y, el segundo, un show denominado "La más 360".Tras estos retos, el jurado declaró a Cattriona como la ganadora de la temporada y coronada como "La más", por lo cual recibió un premio de 600 mil pesos mexicanos.